# Alto Conselho Nacional (Vietnã do Sul)
O Alto Conselho Nacional (em vietnamita: Thượng Hội đồng Quốc gia; 8 de setembro de 1964 – 20 de dezembro de 1964) foi uma legislatura civil provisória convocada pelo Conselho Militar Revolucionário, liderado pelos três generais Dương Văn Minh, Nguyễn Khánh e Trần Thiện Khiêm, sob pressão dos Estados Unidos, após a Primeira República, liderada por Ngô Đình Diệm, ter sido derrubada pela junta militar. Seu objetivo final era preparar a constituição da Segunda República do Vietnã.
Phan Khắc Sửu foi eleito presidente do Conselho em 27 de setembro de 1964 e nomeado Chefe de Estado do Vietnã do Sul em 24 de outubro de 1964. O vice-presidente era Nguyễn Xuân Chữ e o secretário-geral era Trần Văn Văn. O Dr. Hồ Văn Nhựt foi nomeado para o cargo de Primeiro-Ministro do Vietnã do Sul, pois contava com o apoio de todos os partidos religiosos e políticos. Foi a primeira vez desde a Primeira República que este cargo, de maior poder do que o de Chefe de Estado, foi entregue a um civil. No entanto, o Dr. Nhựt desejava uma solução para a reconciliação nacional e, após negociações insatisfatórias com o Conselho de Ministros da República Democrática do Vietnã e as autoridades estadunidenses, recusou a oferta. Trần Văn Hương, prefeito de Saigon, foi posteriormente nomeado Primeiro-Ministro. Seu governo civil teve vida curta, pois foi combatido pela Revolta Budista e pela revolta militar, resultando na retomada do controle do governo pelos militares e na dissolução do Conselho. Posteriormente, o Vietnã do Sul passou por um período de instabilidade política até que a junta Nguyễn Văn Thiệu/Nguyễn Cao Kỳ assumiu o poder em meados de 1965.